# Leucania infrargyrea
Leucania infrargyrea är en fjärilsart som beskrevs av Saalmüller 1891. Leucania infrargyrea ingår i släktet Leucania och familjen nattflyn. Inga underarter finns listade i Catalogue of Life.